# Ley del talión

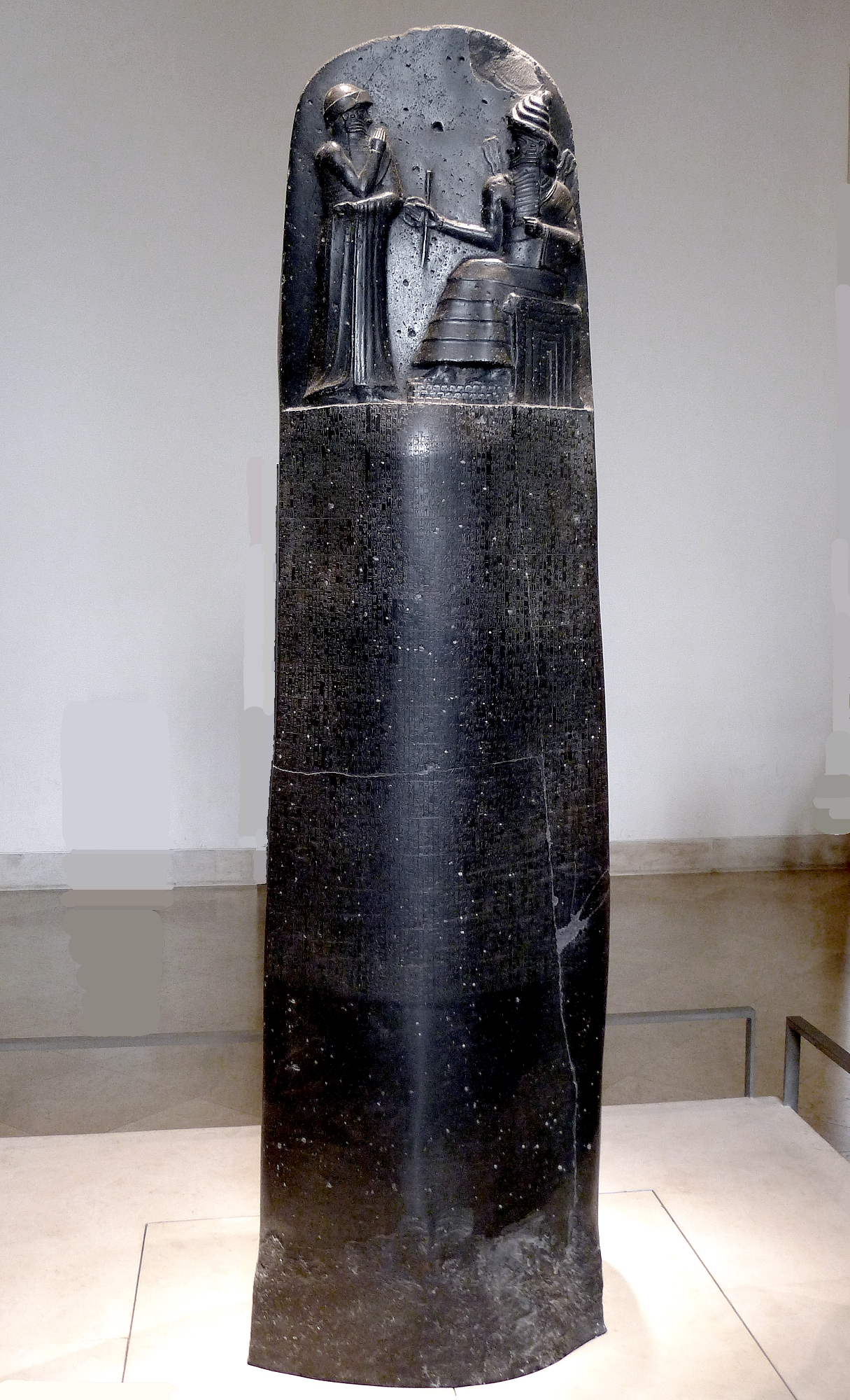
Código de Hammurabi: en él se encuentra una de las versiones más antiguas de la ley del talión.

La ley del talión (en latín: lex talionis), o pena del talión, es la denominación tradicional de un principio jurídico de justicia retributiva en el que la norma imponía un castigo que se identificaba con el crimen cometido, obteniéndose la reciprocidad. El término «talión» deriva de la palabra latina tallos o tale, que significa «idéntico» o «semejante» (de donde deriva la palabra castellana «tal»), de modo que no se refiere a una pena equivalente sino a una pena idéntica. La expresión más conocida de la ley del talión es el pasaje bíblico «Ojo por ojo, diente por diente, mano por mano, pie por pie».
Con el mismo sentido se utiliza el término «retaliación», que la Real Academia Española recoge como equivalente a «represalia» en algunos países americanos.
La estructura lingüística y etimología de la palabra "talio" contribuyen a su comprensión en el contexto del lenguaje jurídico al resaltar su carácter correlacional y su fundamento en la proporcionalidad. La palabra "talio" deriva del adjetivo indefinido "talis", que sirve como correlativo de "qualis" en referencia al delito o daño causado. Esta estructura lingüística refleja la idea de equivalencia y proporcionalidad entre la infracción y la pena, enfatizando el concepto de "ojo por ojo" de una manera más abstracta y flexible. Además, la etimología de "talio" como neologismo con un concepto amplio y genérico significa un avance significativo en la humanización del derecho consuetudinario, alejándose de la retribución estricta, hacia un enfoque más civilizado, respecto a las penas. Además, la estructura lingüística de "talio" como palabra correlacional permite flexibilidad en la aplicación de las penas, ya que permite variaciones en la pena siempre que siga siendo comparable a la infracción cometida. Esta característica lingüística subraya el principio de proporcionalidad y equidad en la imposición de sanciones, alineándose con el concepto de justicia y equidad en el lenguaje jurídico.
En el lenguaje jurídico, las correlaciones cualitativas se utilizan comúnmente para ilustrar la correlación bimembral entre crimen y castigo. Por ejemplo, en el derecho romano, la frase «quale scelus, talis poena» ejemplifica esta correlación, enfatizando la relación proporcional entre la naturaleza del delito y la pena correspondiente. Esta frase refleja el principio de que la pena debe ser equiparable al delito cometido, demostrando la correlación bimembral entre ambos elementos. Otro ejemplo se puede encontrar en la máxima legal romana «Quale est, cum petitur, tale dari debet», que se traduce como «Lo que se busca, cuando se busca, debe entregarse en especie». Esta máxima subraya la idea de que la naturaleza de la reparación solicitada debe corresponder a la naturaleza del daño sufrido, ilustrando la correlación bimembral entre el daño y el remedio buscado en las disputas legales.
Históricamente, constituye el primer intento de establecer una proporcionalidad entre el daño recibido en un crimen y el daño producido en el castigo, siendo así el primer límite a la venganza. La mayor parte de los ordenamientos jurídicos en África y Eurasia se han basado en la ley del talión, especialmente en Europa en la Edad Antigua y en la Edad Media. La crítica ilustrada al sistema legal del Antiguo Régimen (particularmente a partir del tratado de Cesare Beccaria, De los delitos y las penas, 1764) incluyó la superación de ese concepto. En la actualidad existen ordenamientos jurídicos que parcialmente incluyen la ley del talión, especialmente la sharia, en vigor en ciertos países islámicos.
Además, la ley del talión también es uno de los más tempranos ejemplos del principio de presunción de inocencia, ya que sugiere que el acusado o el acusador tienen la oportunidad de aportar pruebas. Este enfoque hacia la justicia y la responsabilidad también influyó en la forma en que se estructuraban las jerarquías y se establecían las normas de comportamiento en las sociedades antiguas, lo que a su vez tuvo un impacto en la forma en que se organizaban y administraban las tareas y recursos. Por lo tanto, la ley del talión y el Código de Hammurabi, al establecer principios de justicia, responsabilidad y jerarquía, contribuyeron a sentar las bases para la evolución de la administración y la teoría administrativa, influyendo en la forma en que se estructuraban las organizaciones y se gestionaban los recursos humanos y materiales a lo largo de la historia.

## Babilonia
La ley del talión influyó en la formación de regulaciones sobre vivienda en el Código de Hammurabi. Esta ley se refleja en las normas de este código sobre vivienda, particularmente en la protección de la casa de un soldado o un militar. Las leyes 26, 30 a 38 y 41 del Código de Hammurabi prevén consideraciones y protecciones especiales para la casa de un soldado o un militar, indicando una especial preocupación por su bienestar y seguridad. La influencia de la ley del talión también se puede ver en las limitaciones a la transmisión de propiedades, incluida la prohibición de vender, intercambiar o utilizar la casa de un soldado o un militar para saldar deudas. Estas limitaciones se establecieron para proteger los derechos de propiedad de los soldados y el personal militar, reflejando el principio de reciprocidad y protección de sus activos. Además, la influencia de la ley del talión es evidente en las normas relativas a la casa en el contexto de herencia y donación. El Código de Hammurabi mantiene la eficacia de las donaciones realizadas y no exige su inclusión en el período testamentario, reflejando el principio de reciprocidad y equidad en la transferencia de bienes.

## Sumeria
En el contexto sumerio, la ley del talión se aplicaba principalmente a los hombres libres, considerando que tenían mayor responsabilidad. Esta ley se reflejaba en la filosofía de la vida de la época al establecer un equilibrio entre la justicia y la responsabilidad individual, donde cada individuo era responsable de sus acciones y debía enfrentar las consecuencias correspondientes.
La influencia de la religión en las leyes sumerias y babilónicas era significativa. En Sumeria las leyes estaban fundadas en el respeto por las leyes del Orden Cósmico y por las decisiones de la Asamblea de los Dioses. La religión y el clero eran parte integral de la función de gobierno y no existía una separación neta entre estado y religión. Por otro lado, en Babilonia, el Código de Hammurabi separó el poder temporal del religioso, estableciendo un estado laico. Sin embargo la religión seguía ejerciendo influencia en la vida cotidiana y en la moralidad de las leyes.

## Roma
La naturaleza de justicia y equidad en la imposición de penas se refleja en el concepto romano de talión, que pretendía establecer una relación proporcional y equitativa entre la infracción y la pena impuesta. Los juristas romanos reconocían que un rigor extremo en las penas podía conducir a mayores injusticias, como se expresa en el concepto de «summum ius summa iniuria». Este entendimiento condujo al desarrollo del principio de proporcionalidad, según el cual la pena debía ser comparable y proporcional al daño infligido. El concepto de talión permitió un marco flexible y abierto, permitiendo la evolución de penas estrictamente iguales a penas más civilizadas y sustitutivas, manteniendo al mismo tiempo el principio de equivalencia con el delito. Además, la imposición de penas mediante el talión se consideraba un medio para evitar una crueldad excesiva y al mismo tiempo evitar un enfoque demasiado indulgente, logrando un equilibrio entre los dos extremos. El sistema legal romano buscó alejarse de la idea de «ojo por ojo y diente por diente» como una interpretación estricta de la justicia, promoviendo en cambio un enfoque más civilizado y equitativo de las penas. En resumen, la naturaleza de la justicia y la equidad en la imposición de penas a través del concepto de talión refleja un compromiso con la proporcionalidad, la equidad y la evitación de una crueldad excesiva, al tiempo que garantiza que la pena sea comparable al delito cometido.

## Otros ejemplos
En el Código de Hammurabi (Babilonia, siglo XVIII a. C.), el principio de reciprocidad exacta se utiliza con gran claridad. Por ejemplo, la ley 195 establecía que si un hijo había golpeado al padre, se le cortarían las manos; la 196 que si un hombre libre vaciaba el ojo de un hijo de otro hombre libre, se vaciaría su ojo en compensación; la ley 197 que si quebraba un hueso de un hombre, se quebraría el hueso del agresor; las leyes 229 a 233 establecían castigos equivalentes al daño causado que debía sufrir el arquitecto cuyas construcciones se derrumbaran. Las penas menores consistían en la reparación del daño devolviendo materias primas tales como plata, trigo, vino, etcétera. En los casos en que no existía daño físico, se buscaba una forma de compensación física, de modo tal, por ejemplo, que al autor de un robo se le cortaba la mano.[cita requerida]
En la ley mosaica (recogida en el Antiguo Testamento, antiguo Israel, entre el II y el I milenio a. C.), la ley del talión aparece en Éxodo 21:23-25, en Levítico 24:18-20 y en Deuteronomio 19:21. Este principio siguió vigente para el judaísmo hasta la época talmúdica, cuando los rabinos determinaron que la pena se transformaría en un resarcimiento económico. El cristianismo parece dejarlo sin efecto a raíz del sermón de la montaña, aunque Cristo parece reconocer su vigencia en el momento de su arresto.
La Ley de las XII Tablas (Roma antigua, siglo V a. C.) muestra en la tabla VIII una curiosa combinación entre normas inspiradas en la ley del talión y normas correspondientes a sistemas jurídicos menos primitivistas. Esta mezcla suele ser atribuida al momento de transición jurídica en que surge el primer cuerpo legal de Roma.[cita requerida]
En el derecho germánico, el espíritu de la ley del talión se manifestaba en la blutrache o “venganza de sangre”.[cita requerida]
En la literatura rabínica, se interpreta en el sentido de que el responsable debe pagar una indemnización en todos los casos en que la Biblia prevé la mutilación de una persona. Esta interpretación se basa en que la aplicación literal de la ley del talión sería inhumana e iría en contra del principio mismo de justicia enseñado por Dios. 